# Fuerza de Lorentz

Trayectoria bajo la fuerza de Lorentz de una partícula cargada en un campo magnético constante, según el signo de la carga eléctrica.

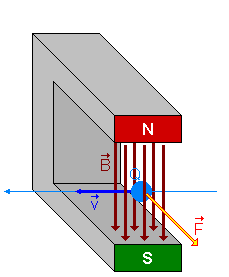
Fuerza sobre una partícula cargada.

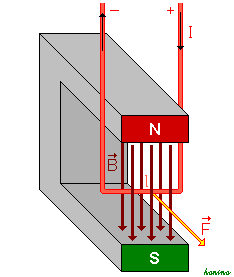
Fuerza sobre una corriente.

En física (específicamente en electromagnetismo), la fuerza de Lorentz es la fuerza ejercida por el campo electromagnético que recibe una partícula cargada o una corriente eléctrica.

## Forma clásica
Para una partícula sometida a un campo eléctrico combinado con un campo magnético, la fuerza electromagnética total o fuerza de Lorentz sobre esa partícula viene dada por:

{\displaystyle \mathbf {F} =q(\mathbf {v} \times \mathbf {B} +\mathbf {E} ),}

donde {\displaystyle \mathbf {v} } es la velocidad de la carga, {\displaystyle \mathbf {E} } es el vector intensidad de campo eléctrico y {\displaystyle \mathbf {B} } es el vector inducción magnética. La expresión siguiente está relacionada con la fuerza de Laplace o fuerza sobre un hilo conductor por el que circula corriente:

{\displaystyle \mathbf {F} =\int _{L}I\cdot d\mathbf {l} \times \mathbf {B} }

donde {\displaystyle L\,} es la longitud del conductor, {\displaystyle I\,} es la intensidad de corriente y {\displaystyle \mathbf {B} } la inducción magnética. A pesar de ser una consecuencia directa de ella, esta última expresión históricamente se encontró antes que la anterior, debido a que las corrientes eléctricas se manejaban antes de que estuviese claro si la carga eléctrica era un fluido continuo o estaba constituida por pequeñas cargas discretas.
Variaciones de esta fórmula básica describen la fuerza magnética sobre un alambre conductor de corriente (a veces llamada Fuerza de Laplace), la fuerza electromotriz en un bucle de alambre que se mueve a través de un campo magnético (un aspecto de la ley de inducción de Faraday), y la fuerza sobre una partícula cargada en movimiento.
Los historiadores sugieren que la ley está implícita en un artículo de James Clerk Maxwell, publicado en 1865. Hendrik Lorentz llegó a una derivación completa en 1895, identificando la contribución de la fuerza eléctrica unos años después de que Oliver Heaviside identificara correctamente la contribución de la fuerza magnética.

## Formas alternativas

### Forma integral
Si los campos eléctrico {\displaystyle \mathbf {E} } y magnético {\displaystyle \mathbf {B} } no son modificados por la presencia de la densidad de carga eléctrica ρ y la densidad de corriente {\displaystyle \mathbf {J} }, y las dos últimas no son modificadas por dichos campos, la fuerza de Lorentz se puede expresar como:

{\displaystyle \mathbf {f} =\int _{V}(\rho \mathbf {E} +\mathbf {J} \times \mathbf {B} )\ dV}

Como en general esto no es cierto, la resolución de las fuerzas resultantes requiere el uso de consideraciones energéticas y la resolución de ecuaciones diferenciales derivadas de las ecuaciones de Maxwell.

### Forma tensorial
En teoría de la relatividad conviene escribir las leyes físicas en forma explícitamente tensorial. Eso implica que las magnitudes que se transforman vectorialmente como, por ejemplo, la velocidad o la densidad de corriente, deben ser representadas por cuadrivectores. La fuerza de Lorentz escrita en forma explícitamente tensorial es:

{\displaystyle f_{\alpha }=\sum _{\beta =0}^{3}qF_{\alpha \beta }u^{\beta }\,} (expresión tensorial relativista)

Donde:
{\displaystyle (f_{\alpha }),\quad (f_{0},f_{1},f_{2},f_{3})=({\vec {f}}\cdot {\vec {v}}/c,f_{x},f_{y},f_{z})} son las componentes del cuadrivector fuerza.

{\displaystyle (u^{\beta }),\quad (u_{0},u_{1},u_{2},u_{3})=\gamma (c,v_{x},v_{y},v_{z})} son las componentes del cuadrivelocidad, siendo {\displaystyle \gamma ={\frac {1}{\sqrt {1-(v_{x}^{2}+v_{y}^{2}+v_{z}^{2})/c^{2}}}}} el factor de Lorentz.

{\displaystyle (F_{\alpha \beta })\,} son las componentes del tensor de campo electromagnético cuyas componentes se relacionan con la parte eléctrica y magnética del campo así:

{\displaystyle \mathbf {F} ={\begin{pmatrix}F_{00}&F_{01}&F_{02}&F_{03}\\F_{01}&F_{11}&F_{12}&F_{13}\\F_{02}&F_{21}&F_{22}&F_{23}\\F_{03}&F_{31}&F_{32}&F_{33}\end{pmatrix}}={\begin{pmatrix}0&E_{x}/c&E_{y}/c&E_{z}/c\\-E_{x}/c&0&B_{z}&-B_{y}\\-E_{y}/c&-B_{z}&0&B_{x}\\-E_{z}/c&B_{y}&-B_{x}&0\end{pmatrix}}}

## Fuerza de Lorentz y tercera ley de Newton
La fuerza magnética que se ejercen dos partículas en movimiento no satisface el principio de acción-reacción o tercera ley de Newton, es decir, la fuerza ejercida por la primera partícula sobre la segunda no es igual a la fuerza ejercida por la segunda partícula sobre la primera. Esto se puede comprobar por cálculo directo considerando dos cargas puntuales. La fuerza de la partícula 1 sobre la partícula 2 es, utilizando la Ley de Biot-Savart:

{\displaystyle \mathbf {F} _{12}=q_{2}\mathbf {v} _{2}\times \mathbf {B} _{1}={\frac {\mu q_{2}q_{1}}{4\pi }}{\frac {\left(\mathbf {v} _{2}\times (\mathbf {v} _{1}\times (\mathbf {r} _{2}-\mathbf {r} _{1}))\right)}{d^{3}}}}

Donde los {\displaystyle \mathbf {r} _{i}} son los valores de posición respectivos, {\displaystyle \mathbf {v} _{i}} las velocidades lineales respectivas, qi las cargas respectivas, d la distancia entre las dos partículas y {\displaystyle \mathbf {B} _{i}} los campos magnéticos. Análogamente la fuerza de la partícula 2 sobre la partícula 1 es:

{\displaystyle \mathbf {F} _{21}=q_{1}\mathbf {v} _{1}\times \mathbf {B} _{2}={\frac {\mu q_{2}q_{1}}{4\pi }}{\frac {\left(\mathbf {v} _{1}\times (\mathbf {v} _{2}\times (\mathbf {r} _{1}-\mathbf {r} _{2}))\right)}{d^{3}}}}

Empleando la identidad {\displaystyle \mathbf {a} \times (\mathbf {b} \times \mathbf {c} )=(\mathbf {a} \cdot \mathbf {c} )\mathbf {b} -(\mathbf {a} \cdot \mathbf {b} )\mathbf {c} } puede verse que la primera fuerza está en el plano formado por {\displaystyle \mathbf {r} _{1}-\mathbf {r} _{2}} y {\displaystyle \mathbf {v} _{1}} que la segunda fuerza está en el plano formado por {\displaystyle \mathbf {r} _{1}-\mathbf {r} _{2}} y {\displaystyle \mathbf {v} _{2}}.

## Historia

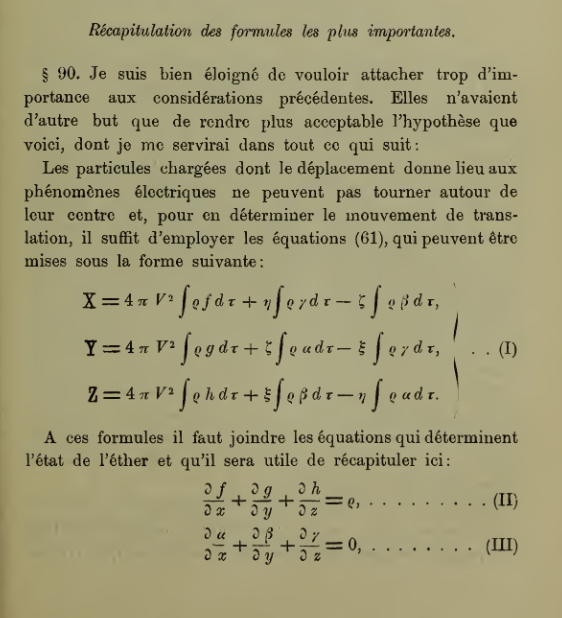
Teoría de Lorentz de los electrones. Fórmulas para la fuerza de Lorentz (I, fuerza ponderomotriz) y las ecuaciones de Maxwell para la divergencia del campo eléctrico E (II) y del campo magnético B (III), La théorie electromagnétique de Maxwell et son application aux corps mouvants, 1892, p. 451. V es la velocidad de la luz.

Los primeros intentos de describir cuantitativamente la fuerza electromagnética se realizaron a mediados del siglo XVIII. Se propuso que la fuerza sobre los polos magnéticos, por Johann Tobias Mayer y otros en 1760, y los objetos cargados eléctricamente, por Henry Cavendish en 1762, obedecían a una ley de la inversa del cuadrado. Sin embargo, en ambos casos la prueba experimental no fue completa ni concluyente. No fue hasta 1784 cuando Charles-Augustin de Coulomb, utilizando una balanza de torsión, pudo demostrar definitivamente mediante experimentos que esto era cierto. Poco después del descubrimiento en 1820 por Hans Christian Ørsted de que una aguja magnética es actuada por una corriente voltaica, André-Marie Ampère ese mismo año fue capaz de idear mediante experimentación la fórmula de la dependencia angular de la fuerza entre dos elementos de corriente. En todas estas descripciones, la fuerza se describía siempre en términos de las propiedades de la materia implicada y de las distancias entre dos masas o cargas, más que en términos de campos eléctricos y magnéticos.
El concepto moderno de campo eléctrico y magnético surgió por primera vez en las teorías de Michael Faraday, en particular en su idea de líneas de fuerza, a la que más tarde dieron una descripción matemática completa Lord Kelvin y James Clerk Maxwell. Desde una perspectiva moderna es posible identificar en la formulación de 1865 de Maxwell de sus ecuaciones de campo una forma de la ecuación de fuerza de Lorentz en relación con las corrientes eléctricas, aunque en la época de Maxwell no era evidente cómo se relacionaban sus ecuaciones con las fuerzas sobre objetos cargados en movimiento. J. J. Thomson fue el primero en intentar derivar de las ecuaciones de campo de Maxwell las fuerzas electromagnéticas sobre un objeto cargado en movimiento en términos de las propiedades del objeto y de los campos externos. Interesado en determinar el comportamiento electromagnético de las partículas cargadas en rayos catódicos, Thomson publicó un artículo en 1881 en el que daba la fuerza sobre las partículas debida a un campo magnético externo como
{\displaystyle \mathbf {F} ={\frac {q}{2}}\mathbf {v} \times \mathbf {B} .}
Thomson derivó la forma básica correcta de la fórmula, pero, debido a algunos errores de cálculo y a una descripción incompleta de la corriente de desplazamiento, incluyó un factor de escala incorrecto de la mitad delante de la fórmula. Oliver Heaviside inventó la notación vectorial moderna y la aplicó a las ecuaciones de campo de Maxwell; también (en 1885 y 1889) corrigió los errores de la derivación de Thomson y llegó a la forma correcta de la fuerza magnética sobre un objeto cargado en movimiento.
Finalmente, en 1895, Hendrik Lorentz derivó la forma moderna de la fórmula de la fuerza electromagnética que incluye las contribuciones a la fuerza total de los campos eléctrico y magnético. Lorentz comenzó abandonando las descripciones maxwellianas del éter y la conducción. En su lugar, Lorentz hizo una distinción entre la materia y el éter e intentó aplicar las ecuaciones de Maxwell a escala microscópica. Utilizando la versión de Heaviside de las ecuaciones de Maxwell para un éter estacionario y aplicando la mecánica lagrangiana (véase más adelante), Lorentz llegó a la forma correcta y completa de la ley de fuerza que ahora lleva su nombre.

## Importancia de la fuerza de Lorentz
Mientras que las modernas ecuaciones de Maxwell describen cómo las partículas cargadas eléctricamente y las corrientes o partículas cargadas en movimiento dan lugar a campos eléctricos y magnéticos, la ley de la fuerza de Lorentz completa esa imagen describiendo la fuerza que actúa sobre una carga puntual q en movimiento en presencia de campos electromagnéticos. La ley de la fuerza de Lorentz describe el efecto de E y B sobre una carga puntual, pero esas fuerzas electromagnéticas no son la imagen completa. Las partículas cargadas están posiblemente acopladas a otras fuerzas, en particular la gravedad y las fuerzas nucleares. Así, las ecuaciones de Maxwell no están separadas de otras leyes físicas, sino que están acopladas a ellas a través de las densidades de carga y de corriente. La respuesta de una carga puntual a la ley de Lorentz es un aspecto; la generación de E y B por corrientes y cargas es otro.
En los materiales reales, la fuerza de Lorentz es inadecuada para describir el comportamiento colectivo de las partículas cargadas, tanto en principio como en términos de cálculo. Las partículas cargadas en un medio material no sólo responden a los campos E y B, sino que también generan estos campos. Para determinar la respuesta temporal y espacial de las cargas deben resolverse complejas ecuaciones de transporte, por ejemplo, la ecuación de Boltzmann o la ecuación de Fokker-Planck o las ecuaciones de Navier-Stokes. Véanse, por ejemplo, la magnetohidrodinámica, la dinámica de fluidos, la electrohidrodinámica, la superconductividad o la evolución estelar. Se ha desarrollado todo un aparato físico para tratar estas cuestiones. Véanse, por ejemplo, las relaciones de Green-Kubo y la función de Green (teoría de muchos cuerpos).

### Animaciones y simulaciones
- Fuerza de Lorentz (en)

- Datos: Q172137
- Multimedia: Lorentz force / Q172137